# Kingston (Queensland)
Pour les articles homonymes, voir Kingston.
Kingston est une banlieue résidentielle de Logan City dans l'État du Queensland en Australie,.

## Géographie
Kingston est une banlieue à prédominance résidentielle, avec quelques zones industrielles et commerciales. La banlieue est délimitée au sud par Scrubby Creek, un affluent de la rivière Logan. C'est là que se trouve la beurrerie de Kingston. Kingston a également été le site d'une catastrophe environnementale similaire à celle de Love Canal banlieue de Niagara Falls dans l'État de New York, qui est devenue célèbre à la fin des années 1970 à la suite de la découverte de décharges toxiques passées sous silence par les industriels concernés.

## Histoire
Le canton a été nommé Kingston en 1890 par Charles et Harriet Kingston, qui étaient résidents du district à la fin du XIXe siècle,.
Comme un certain nombre d'autres banlieues de Logan City, Kingston faisait autrefois partie du Shire of Tingalpa (en) . L'industrie laitière a pris de l'importance dans la région à partir des années 1890 et en 1906, une réunion s'est tenue à Beenleigh pour créer une usine de beurre coopérative locale. La Southern Queensland Co-operative Dairy Company a ouvert son usine à Kingston en juin 1907. Une porcherie a été établie à proximité en 1926 et les porcs étaient nourris avec le babeurre de l'usine. L'usine de beurre de Kingston a été agrandie en 1932 et a fonctionné jusqu'à l'après-guerre, lorsque l'industrie laitière a été rationalisée par le gouvernement. Peters a acheté l'usine en 1958 et elle a cessé sa production en 1983. Elle fonctionne désormais comme un centre artistique communautaire et abrite un théâtre, un stand d'artisanat et un musée. La beurrerie de Kingston figure sur le registre du patrimoine local du conseil municipal de Logan pour son importance historique, sociale et technologique.

## Démographie
Lors du recensement de 2016, Kingston comptait 10 539 habitants. Les aborigènes et les insulaires du détroit de Torres représentaient 5,9 % de la population. 55,4 % des personnes étaient nées en Australie. Viennent ensuite la Nouvelle-Zélande (9,2 %), les Samoa (2,1 %), l'Angleterre (2,1 %), le Myanmar (1,7 %) et l'Afghanistan (1,4 %). 64,0 % des personnes ne parlent que l'anglais à la maison. Les autres langues parlées à la maison sont le samoan (4,1 %), le karen (2,2 %), l'hindi (1,2 %), le hazaraghi (1,1 %) et l'arabe (1,1 %). En ce qui concerne la religion, les réponses les plus courantes sont « aucune religion » (25,4 %) et « catholique » (14,3 %). L'âge médian de la population de Kingston était de 31 ans, soit 7 ans de moins que l'âge médian national de 38 ans.

## Déchets toxiques de Kingston
La mine d'or Mount Taylor était située à l'angle de Queens Road et de Kingston Road. Elle a été exploitée de 1898 à 1955.
L'histoire des déchets toxiques de Kingston a commencé en 1931, lorsque du cyanure et d'autres toxines  utilisés dans le processus d'affinage de l'or de Mount Taylor, ont été éliminés autour du site de la mine. Lorsque la mine a fermé en 1955, le Albert Shire Council  a autorisé le déversement des déchets de traitement des huiles recyclées dans une fosse à boues sur le site ; cette pratique s'est poursuivie jusqu'en 1967. De 1968 à 1973, la principale fosse à ciel ouvert a été utilisée comme décharge de déchets domestiques et industriels. En 1968, le conseil municipal a exigé le remplissage de la fosse à boues comme condition à la division du terrain pour un lotissement résidentiel. Les ouvriers ont simplement déplacé les boues dans une autre fosse.
En 1982, après que le Logan Council ait repris la zone, il a découvert des niveaux élevés d'acide dans le sol.
En septembre 1986, les habitants du quartier Diamond Street à Kingston ont remarqué que des boues noires suintent du sol et s'infiltrent dans leurs jardins. Des problèmes de santé émergent et en avril 1987, le conseil municipal met en garde la population contre ces boues. Les sols environnants et les eaux souterraines se sont également avérés contaminés. Le suintement est corrosif pour les vêtements et la peau.
En mai 1987, frustrés par l'inaction du conseil, les habitants de Kingston créent une organisation appelée RATS (Residents Against Toxic Substances). En raison de l'augmentation du nombre de leucémies et d'autres maladies à Kingston, ils exigent des mesures immédiates. Les habitants de Kingston ne pouvant se permettre une action civile coûteuse, ils se sont tournés vers les médias et ont lancé une action civique autofinancée.
Après quatre ans de lutte contre le conseil municipal et les autorités locales pour que les habitants de Kingston obtiennent gain de cause. Le ministre des services d'urgence, Terry Mackenroth, a ordonné une nouvelle expertise des preuves scientifiques et médicales, proposant des tests de santé complets aux habitants et a annonçant que le gouvernement Wayne Goss (en) réhabiliterait le site et paierait le déménagement aux familles. La société Envirotest a publié un rapport révisé en mai 1990.
Finalement, le gouvernement de l'État a repris 46 propriétés et a réhabilité la zone à la fin de 1991, connue sous le nom de Kingston Park. Les habitants de Kingston ont été déplacés, Mount Taylor coffré, mais aucune compensation n'a été versée aux résidents qui ont signalé des maladies et des décès. Les habitants de Kingston n'ont finalement pas pu prouver que les produits chimiques toxiques déversés avaient causé la leucémie ou toute autre maladie.
Le coût total de cette opération, y compris la relocalisation des infrastructures, l'ingénierie nécessaire pour coffrer le site et la surveillance continue, est d'environ 8 millions de dollars. Bien que le site de Mount Taylor ait été recouvert, coffré et ventilé en 1991, aucun déchet toxique n'a été retiré. Certains anciens résidents pensent qu'il existe toujours un risque de danger toxique.
Les parcs de Mount Taylor ont été ouvert le 19 octobre 1991.